# Mieczysław Hess

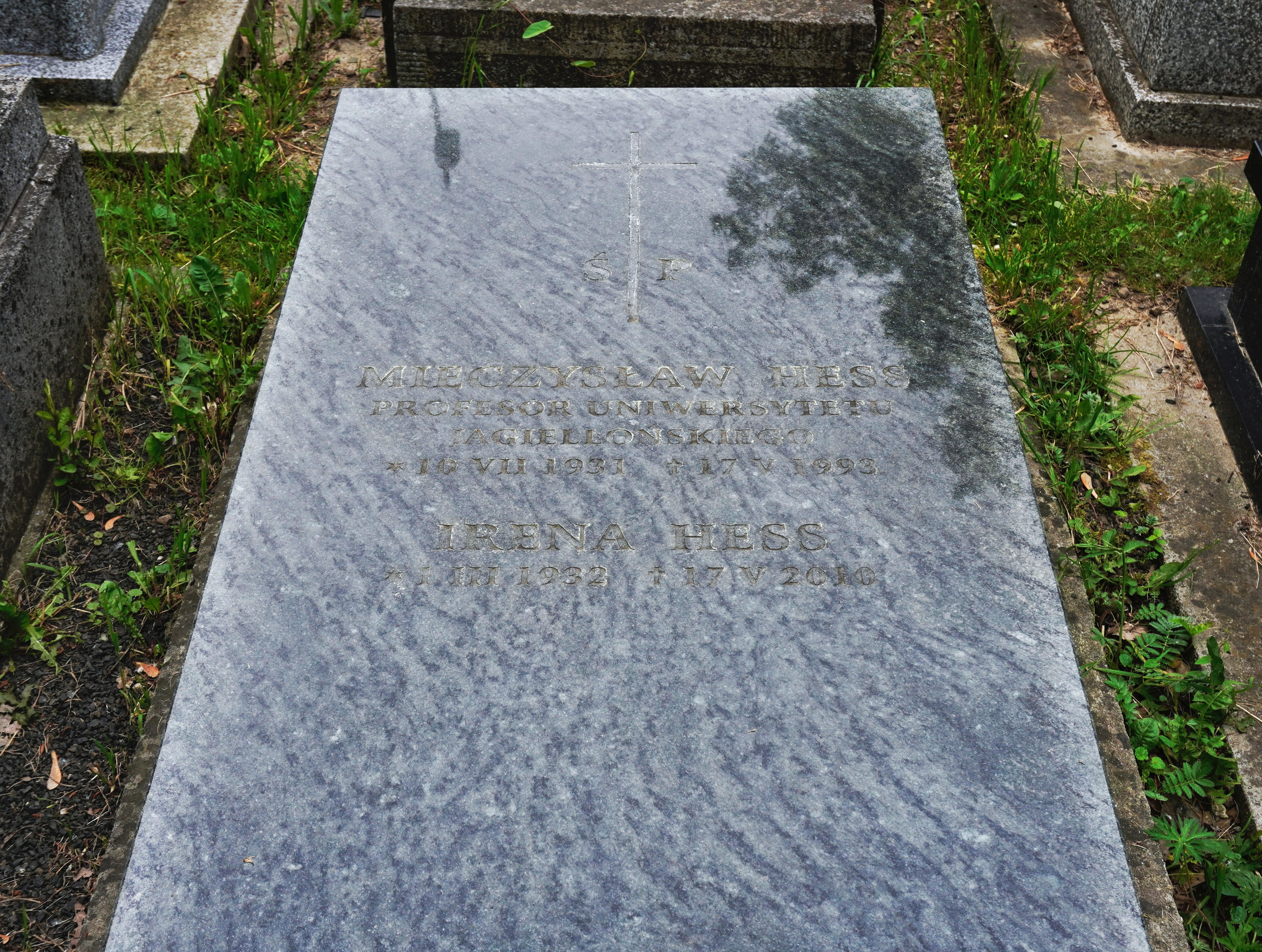
Grób Mieczysława Hessa na cmentarzu Rakowickim w Krakowie

Mieczysław Teodor Hess (ur. 10 lipca 1931 w Tychach, zm. 17 maja 1993 w Krakowie) – polski geograf i klimatolog, profesor nauk geograficznych. Rektor Uniwersytetu Jagiellońskiego (1977–1981).

## Życiorys
Był synem Jana Hessa, uczestnika powstań śląskich, telegrafisty w kolejach państwowych. W 1949 ukończył zdając maturę Liceum im. Bolesława Chrobrego w Pszczynie. W latach 1950–1955 studiował geografię na Wydziale Biologii i Nauk o Ziemi Uniwersytetu Jagiellońskiego. Specjalizował się w geografii fizycznej, z uwzględnieniem klimatologii. Od 1952 należał do PZPR. W 1953 został zatrudniony jako asystent w Katedrze Agrometeorologii na Wydziale Rolnym, istniejącym wówczas w Uniwersytecie Jagiellońskim, a następnie w Wyższej Szkole Rolniczej w Krakowie. W październiku 1955 roku został skierowany na studia aspiranckie z zakresu meteorologii i klimatologii do Leningradu. W roku 1957 uczestniczył w wyprawie klimatologicznej na lodowiec Fedczenki w Pamirze. W 1958 był stażystą w Instytucie Meteorologicznym oraz w Instytucie Matematyki i Mechaniki Uzbeckiej Akademii Nauk w Taszkiencie. 28 maja 1959 obronił prać doktorską  pt. "Wpływ pokrywy śnieżnej i lodowej na bilans promieniowania i mikroklimat gór". 1 czerwca 1959 został powołany na stanowisko adiunkta w Zakładzie Klimatologii w Instytucie Geografii Uniwersytetu Jagiellońskiego. W grudniu 1964 roku habilitował się na Wydziale Biologii i Nauk o Ziemi Uniwersytetu Jagiellońskiego na podstawie rozprawy "Piętra klimatyczne w polskich Karpatach Zachodnich". Praca ta uzyskała prestiżową nagrodę Sekretarza Naukowego Polskiej Akademii Nauk im. Eugeniusza Romera i stała się kamieniem milowym klimatologii górskiej w Polsce. 1 grudnia 1965 objął stanowisko docenta w Instytucie Geografii UJ, zaś formalnie od stycznia 1966 roku aż do śmierci w maju 1993 roku kierował Zakładem Klimatologii w tym Instytucie. 5 lipca 1971 roku uzyskał tytuł naukowy profesora nadzwyczajnego nauk geograficznych, a w maju 1979 r. uzyskał tytuł naukowy profesora zwyczajnego. Wiosną i latem 1976 roku prowadził badania klimatologiczne w Mongolii w ramach polsko-mongolskiej wyprawy naukowej. W latach 1977–1981 był rektorem UJ.
Odznaczony Krzyżem Kawalerskim Orderu Odrodzenia Polski Krzyżem Komandorskim Orderu Odrodzenia Polski, Złotym Krzyżem Zasługi.
Pochowany w Krakowie na cmentarzu Rakowickim.

## Wybrane prace
- Piętra klimatyczne Tatr (1974)
- Klimat Krakowa (1974)